# Игор Стравински
Игор Фјодорович Стравински (рус. И́горь Фёдорович Страви́нский; Ораниенбаум, 17. јун 1882 — Њујорк, 6. април 1971) био је руски композитор, којег данас многи, и на западу и у његовој родној домовини, сматрају једним од најутицајнијих композитора 20. века. Од 1910. године живио је у Швајцарској и Француској, а од 1937. године у САД. Амерички држављанин је постао 1945.
Био је отелотворење космоплитског Руса којег је Тајм навео као једног од најутицајнијих људи XX века. Поред признања која је добио за своје композиције, стекао је славу и као диригент и као пијаниста, најчешће на премијерама властитих дела. Године 1939. и 1940. предавао је музичку естетику на Харвард универзитету у Бостону (предавања објављена под насловом Музичка поетика 1942).
Одликује се великом разноврсношћу музичког израза и стилске оријентације. У првој фази је спајао руске фолклорне елементе са импресионизмом, затим је био експресиониста са честим ослањањем на џез, а касније је применио неокласични стил. У последњој фази је користио принципе додекафоније. Имао је велики утицај на своје млађе савременике у многим земљама.
Међународну славу прво је стекао са своја три балета, која је наручио Сергеј Дјагиљев, а чији их је Бале русе и премијерно извео. Та три балета су Жар-птица (1910), Петрушка (1911) и Посвећење пролећа (1913). Посвећење пролећа, чија је премијера изазвала побуну публике и јавности, преобразила је начин на који су каснији композитори гледали на ритмичку структуру. И данас, његова визија поганских ритуала оживљених у имагинарној предисторијској Русији очарава и одушевљава публику.
Након руске фазе, за време 1920-их Стравински се окреће неокласицизму. У делима из овог периода, намера је била употреба традиционалних музичких форми (концерт, гросо, фуга, симфонија), често сакривајући плашт интензивних емоција испод површине која је остављала утисак одвојености и једноставности и често је одавала почаст музици ранијих мајстора као што су Јохан Себастијан Бах, Ђузепе Верди, Петар Иљич Чајковски и други.
Током 1950-их је адаптирао серијске поступке, користећи нове технике током последњих 20 година свог живота да напише дела која су краћа и више ритмична, хармонична и структурално комплекснија од његове раније музике. Упркос њиховој комплексности, ова дела деле карактеристике са свим претходним дјелима Игора Стравинског. Ритмичка енергија, конструкција проширених мелодичких идеја из малих структура компонирајући само двије или три ноте, те чистоћа форме, инструментације и експресије.
Стравински је био и писац, и сачинио је, уз помоћ Алексиса Роланда-Мануела, теоријско дело Поетика музике, у којем је изрекао познату реченицу да је музика неспособна да „изрази ишта друго осим саме себе“. Многи интервјуи у којима је Стравински разговарао са Робертом Крафтом издати су као књига под насловом Разговори са Игором Стравинским. Њих двојица сарађивали су на још 5 издања током наредних деценија.

## Биографија

### Русија
Игор Фјодорович Стравински рођен је 17. јуна 1882. у Ораниенбауму (од 1948. Ломоносов), а детињство је провео у Санкт Петербургу. Његово детињство, како пише у својој аутобиографији, није било бајно: „Никад нисам срео никога ко је стварно нешто осећао према мени.“ Његов отац, Фјодор Стравински, био је бас певач у Маријинском театру, па је млади Игор рано започео са часовима клавира, а касније је учио музичку теорију и опробао се у компоновању. Године 1890. Стравински је гледао извођење Успаване лепотице Петра Иљича Чајковског у Маријинском. Извођење, које је уједно било и његов први сусрет са оркестром, потпуно га је очарало. Са 14 година је усавршио Менделсонов концерт за клавир у Г-молу, а следеће године је завршио скраћену, клавирску верзију једног гудачког квартета Александра Глазунова. Глазунов, упркос овоме, није добро мислио о композиторским могућностима младог Игора Стравинског, назвавши га немузикалним.
Упркос свом ентузијазму за музику, његови родитељи су од младог Стравинског очекивали да постане адвокат. Стравински је уписао право у Санкт Петербургу, али му је професија била досадна, те је у 4 године студија присуствовао на мање од 50 предавања. Након смрти оца 1902, Стравински је све више пажње посвећивао својим музичким студијама. Стравински је диплому на правном факултету добио 1907. и након тога је могао све своје време посветити музици. На савет Николаја Римски-Корсакова, који је тада вероватно био водећи руски композитор, одлучио је да се не упише на Санкт Петербуршки конзерваторијум. Уместо тога, 1905. је започео приватно учење (два пута недељно) код Римски-Корсакова, који му је постао као други отац.
Те исте године, верио се са својом рођаком Катерином Носенко, коју је познавао од раног детињства. Венчали су се 23. јануара 1906, и у року од две године су добили двоје деце – сина Фјодора (1907) и кћи Људмилу (1908).
Године 1909, његов Ватромет је изведен у Санкт Петербургу, где га је чуо Сергеј Дјагиљев, шеф Бале русеа у Паризу. Дјагиљев је био довољно импресиониран делом да је одмах ангажовао Стравинског да му напише оркестрације, а касније и целовечерњи балет – Жар-птицу.

### Швајцарска
Стравински је 1910. отпутовао у Париз како би гледао премијеру Жар-птице. Недуго затим придружила му се и његова породица, те су одлучили да једно време остану на западу. Преселио се у Швајцарску, где је остао до 1920, и то, наизменично, у Кларансу крај Монтреа и Лозани. У том периоду, компоновао је још 3 дела за Бале русе - Петрушку (1911), написаног у Лозани, Посвећење пролећа (1913) и Пулчинелу, оба написана у Кларансу.
Док је породица Стравински боравила у Швајцарској, рођен је њихов други син, Соулима (1910), и њихова друга кћи, Марија Милена (1913). Током задње трудноће, откривено је да Катерина болује од туберкулозе, те је смештена у швајцарски санаторијум на негу. Након кратког повратка у Русију у јулу 1914. да покупи материјале за Венчање, Стравински је напустио своју домовину и вратио се у Швајцарску тик пред почетак Првог светског рата. У Русију се није вратио скоро целих 50 година.

### Француска
Године 1920. преселио се у Француску. Након кратког боравка у близини Париза, он и његова породица су се преселили на југ Француске где су остали до 1934, када се поново враћају у Париз, где се смештају у улицу Фабур Сен-Оноре. Стравински је касније рекао да му је то била последња и најтужнија европска адреса на којој је боравио. Док је ту боравио, туберкулоза његове супруге прешла је на његову најстарију кћи Људмилу и на њега самога. Људмила је преминула 1938, а Катерина следеће године. Док је Стравински боравио у болници, где је лечен 5 месеци, преминула му је и мајка. Стравински је већ тада имао контакте у САД. Тада је радио на симфонији у Ц-молу за Чикашки симфонијски оркестар и пристао је предавати на Харварду током школске године 1939/1940. Када је у септембру избио Други светски рат, отпутовао је у САД. На почетку је живео у Холивуду, али се 1969. сели у Њујорк.

### Сједињене Америчке Државе
Стравински је наставио са животом у САД од 1939. па све до смрти 1971. Држављанство је добио 1945. Прича како га је добио доста је занимљива. Када је са 58 година дошао у САД и отишао у канцеларију за добијање држављанства, службеник га је питао за презиме. Стравински је рекао да се презива Стра-вин-ски пазећи на нагласак сваког слога. Када је службеник записао презиме, насмешио се и рекао: Знате, могли бисте и да га промените. Стравински се навикао на живот у Француској, али је пресељење у САД са 58 година старости била велика промена. Једно време је очувао круг пријатеља емиграната из Русије, али је касније схватио да то неће бити довољно да подржи његов интелектуални и професионални живот у САД. Када је планирао да напише оперу са Вистеном Хјуом Оденом, потреба да се боље упозна са енглеским језиком поклопила се са његовим сусретом са диригентом и музичаром Робертом Крафтом. Крафт је живео са Стравинским све до композиторове смрти, и помагао му као интерпретатор, хроничар, помоћни диригент и помагач у многим музичким и социјалним подухватима.
Године 1962, Стравински је прихватио позив да се врати у родну Русију како би одржао серију концерата, али је остао емигрант чврсто базиран на Западу.
Игор Фјодорович Стравински је преминуо 6. априла 1971. у Њујорку у 88. години живота, а покопан је на венецијском гробљу Сан Микеле. Његов гроб налази се у близини гроба његовог дугогодишњег сарадника Сергеја Дијагилева. Живот Игора Стравинског обухватио је већину 20. века, укључујући и многе његове модерне стилове класичне музике, а сам Стравински је утицао на многе композиторе током свог живота, али и након њега. Стравински има звијезду на Холивудској стази славних на 6340 Холивуд авенији, а постхумно је добио Греми награду за животно дело 1987.

## Личност
Стравински је показивао неисцрпну жељу да истражује уметност, књижевност и живот. Та жеља се манифестовала у доста његових париских сарадњи. Не само да је био главни композитор за Дјагиљевљев Бале русе, него је сарађивао и са уметницима као што су Пабло Пикасо (Пулчинела), Жан Кокто (Едипус рекс) и Џорџ Баланчин (Аполон).
Релативно ниског раста и не баш посебно згодан, Стравински је свеједно био фотогеничан, како многе слике показују. Иако је његов брак са Катерином издржао 33 године, његова права љубав која је остала с њим до његове смрти, и са којом с оженио након Катеринине смрти је Вера де Босе. Иако је био злогласни женскарош (чак се говори да је имао афере са особама из високог друштва као што је Коко Шанел), Стравински је био и породични човек који је доста свог времена посветио својим синовима и кћеркама. Један од његових синова, Соулима Стравински, је такође композитор, али је мало познат у поређењу са својим оцем.
Када је Стравински упознао Веру за време 1920-их, она је била у браку са сликаром и дизајнером Сергејом Судејкином, али су она и Стравински убрзо започели аферу што је довело до тога да Вера напусти свог супруга. Од тада па до смрти своје супруге Катерине узроковане раком 1939, Стравински је водио двоструки живот, проводећи део свог времена са породицом, а остатак слободног времена са Вером. Након Катеринине смрти, Стравински се венчао са Вером у Бедфорду 9. марта 1940. За то време, обоје су напустили Француску и отишли у САД како би се сакрили од Другог светског рата. Стравински се одселио 1939, а Вера 1940.
Публика никада није била предалеко. За раних 1920-их, Леополд Стоковски, је омогућио Стравинском подршку кроз псеудонимног „донатора“. Стравински је такође био у могућности да привуче накнаде: већина његових дела након Жар-птице написана су за посебне пригоде и добро су плаћена.
Стравински се показао подобним за играње улоге „светског човека“, развивши изоштрен инстинкт за бизнис и наступајући хладнокрвно и опуштено у многим великим светским градовима. Париз, Венеција, Берлин, Лондон и Њујорк су угостили Стравинског и као пијанисту и као диригента. Већина људи који су га познавали кроз пословне договоре око извођења тврдили су да је био пристојан, обзиран и спреман да помогне. На пример, Ото Клемперер, који је добро познавао Арнолда Шенберга, је рекао да је Стравински увек био бољи и лакши за сарадњу. У исто време, Стравински је имао приметно непоштовање према онима за које је сматрао да су били социјално испод њега: Роберт Крафт се срамио његовог обичаја да лупа кашиком о стакло и виче у ресторану захтевајући пажњу.
Укус Стравинског у књижевности био је велик, и увек је тежио ка нечему новом. Текстови и књижевни извори за његова дела започели су периодом интересовања за руски фолклор, па за класичне ауторе и латинску литургију, са којих је прешао на своје француске савременике (Андре Жид у Персефони) и на крају на енглеске књижевнике као што су Вистен Хју Оден и Томас Стернс Елиот и средњовековну енглеску књижевност. На крају свог живота, у своје дело Абрахам и Исак убацио је и хебрејску скриптуру.

## Стилистички периоди
Већина дела Игора Стравинског се може сврстати у три стилистичка периода у које се његова каријера може поделити.

### Руски период
Први од значајнијих стилских периода Игора Стравинског (искључујући нека мања ранија дела) обележила су три балета које је написао за Сергеја Дјагиљева. Ови балети имају доста сличних карактеристика: написани су за јако велики оркестар, користе руске народне теме и мотиве и носе знакове имагинативних нота и инструментације Римски-Корсакова. Упркос овоме, показују знатан стилистички развој: од стилских нацрта Римски-Корсакова из Жар-птице, па до важности битоналности у Петрушки, те све до бруталних полифонских дисонанци у Посвећењу пролећа.
Први од ових балета, Жар-птица, је значајан по свом необичном уводу (12/8 такт у нижим басовима) и великој оркестрацији. И Петрушка је дистинктивнно написана, и први је балет Стравинског који се базира на народној митологији. Али тек је трећи балет, Посвећење пролећа, сматран апотеозом „руског периода“ Стравинског. У балету, Стравински се осврће на бруталност паганске Русије, рефлектирајући те утиске у грубо нацртаним, боцкајућим мотивима који се понављају у целом делу. Дело има подоста познатих прелаза, али су два посебно важна: уводна тема коју свира фагот са својим највишим нотама и велики, осмонотни мотив који свирају гудала уз пратњу рога.
Како је Стравински рекао на премијерама, његова намера је била да их све „пошаље до ђавола“. У томе је и успео: године 1913, премијера Посвећења пролећа изазвала је најпознатију побуну публике у историји музике.
Остала важнија дела из овог периода су: Ле росињол, Ренард (1916), Војникова прича (1918) и Венчање (1923).

### Неокласични период
Следећа фаза у каријери Стравинског обележена је са два дела: Пулчинела (1920) и Октет за дувачке инструменте (1923). Оба дела садрже оно што је постао главни квалитет овог периода, тј. повратак Стравинског на класицистичку музику Моцарта, Баца и њихових савременика. Тај „неокласицистички“ стил укључивао је напуштање великих оркестара које су захтевали балети. У тим делима, написаним у периоду од 1920-их па до 1950-их, Стравински се углавном окреће дувачким инструментима, клавиру, те вокалној и камерној музици. Симфоније дувачких инструмената и Симфонија псалама су међу најбољим делима написаним за дуваче.
И друга дела, као ораторијум Едипус рекс (1927), Аполон (1928) концерт Думбартонски храстови (1937 — 1938), настављају овај тренд.
Нека већа дела из овог периода су 3 симфоније: Симфонија псалама (1930), Симфонија у  (1940) и Симфонија у три става (1945). Аполон, Персефона (1933) и Орфеј (1947) такође означавају забринутост Стравинског, током овог периода, о враћању не само на класицистичку музику, него и на класицистичке теме: у овим делима, митологију античких Грка.
Врхунац овог периода је опера Живот развратника. Завршена је 1951, и након изведби у Метрополитену 1953, скоро је игнорисана. Изведена је у Сантафешкој опери у години њеног отварања (1957), са самим Стравинским присутним. То извођење обележило је композиторову дугогодишњу сарадњу са оперском кућом. Ова опера, написана према либрету Вистена Хјуа Одена и темељена на дјелима Вилијама Хогарта, кондензује све што је Стравински усавршио у последњих 20 година. Музика је непосредна, али чудна. Позајмљује елементе класицистичке тоналне хармоније, али уплиће и изненађујуће дисонанце. Она садржи неритмички заштитни знак Стравинског и враћа се на опере и теме Клаудија Монтевердија, Кристофа Вилибалда Глука и Волфганга Амадеуса Моцарта.
Након завршетка опере, Стравински никад више није написао ниједно неокласично дело, него је радио на делима која ће обележити његов последњи стилистички период.

### Серијски период
Тек након смрти Арнолда Шенберга 1951. Стравински почиње да користи додекафонију, систем од 12 тонова, који је Шенберг развио у својим дјелима. Стравински је имао помоћ у разумевању и пребацивању на додекафонију од стране свог сарадника и пријатеља Роберта Крафта, који се већ давно залагао за овај прелаз. Следећих 15 година проведено је у писању дела тим стилом.
Стравински је са додекафонијом први пут експериментисао у мањим вокалним делима као што су Кантата (1952), Три пјесме из Шекспира (1953) и Ин меморијам Дајлан Томас (1954). Кантикум сакрум (1955) је његово прво дело у којем је користио тонске редове у целом дјелу. Стравински је касније проширио употребу додекафоније на дела базирана углавном на библијском текстовима, као што су Трени (1958), Проповед, приповест и молитва (1961) и Поплава (1962).
Важно транзицијско дело из овог периода је заправо повратак Игора Стравинског на оно што му је донијело светску славу – балет. Агон је балет за 12 плесача који је Стравински писао између 1954. и 1957. Неки делови Агона поновно сакупљају „бледи“ тоналитет неокласичног периода, док други (нпр. Брансле весели) излажу његову јединствену реинтерпретацију серијског периода. Тај балет је као мала енциклопедија Игора Стравинског, који садржи многе његове заштитне знаке који се провлаче кроз многа његова дела, била она примитивистичка, неокласицистичка или серијска. Ти знакови су: ритмичка одступања и експериментисање, хармоничка домишљатост и школовано ухо за мајсторску оркестрацију. Ове карактеристике су оно што дело Игора Стравинског чини јединственим у поређењу са делом његових савременика на подручју серијске музике.

## Утицај и допринос
Дело Игора Стравинског обухвата многе композицијске стилове, револуционизирану оркестрацију, многе музичке жанрове, практично реновирану балетну форму и комбинацију многих култура, језика и књижевности. Због свега овога, његов утицај на композиторе и за његова живота и након његове смрти био је, и и даље је, значајан.

### Композиторске иновације
Стравински је почео да размишља о поновном коришћењу мотива и остината већ у Жар-птици, али је коришћење тих елемента процветало тек у Посвећењу пролећа.
Мотивски развој, тј. коришћење одређене музичке фразе која је касније промењена и развијена током дела, вуче своје корене из сонатне форме из Моцартовог времена. Први велики иноватор ове методе био је Лудвиг ван Бетовен. Познати „судбински мотив“ који отвара 5. симфонију и понавља се у делу у изненађујућим и освјежавајућим мутацијама је класичан пример. Но, коришћење мотивског развоја од стране Стравинског је јединствено по начину на који је он мутирао своје мотиве. У Посвећењу пролећа представља адитивне мутације, то јест, одузимање или додавање ноте мотиву без жаљења због промена у такту.
Исти балет је значајан и због свог интензивног коришћења остината. Познати прелаз, како је горе написано, је осмонотни остинато за гудала уз пратњу осам рогова који се догађа у одломку Плесови младих дјевојака. Ово је можда први догађај у музици у којем проширени остинато није коришћен ни за варијацију, ни као попратна мелодија. У другим временима, Стравински у делу окоми два остината један против другог не марећи за хармонију и темпо, створивши пастиш, неку врсту музичког еквивалента кубистичке слике. Ови прелази нису значајни само због свог пастишног квалитета, него из због дужине: Стравински их третира као цела и комплетна музичка дела.
Овакве технике су на неколико деценија засениле минималистичка дела композитора као што су Тери Рајли и Стив Рајх.

### Неокласицизам
Стравински није био први заговорник неокласицизма. Немачки композитор Рихард Штраус је један од ранијих примера, (компоновао је моцартовску оперу Дер розенкавалир 1910, када је Стравински тек започињао са својим руским периодом, а занимљиво је да су новији проучаватељи Штрауса негирали да је Розенкавалир неокласично дело) док су други, као Макс Регер, компоновали у Баховом стилу пуно пре него што је Стравински почео да компонује у том стилу. Неокласични стил ће касније бити адаптиран од стране многих композитора као нешто другачије од Даријуса Милоа и Арона Копланда. Сергеј Прокофјев је једном критиковао Стравинског због његових неокласичних маниризама, иако саосећајно, јер је и сам Прокофјев користио такав стил у својој 1. класичној симфонији из 1916/1917.
Стравински је кориштење новог стила најавио 1923. са својим Октетом за дуваче. Чисте хармоније враћају слушаоца натраг у класични стил Моцарта и Баха, а једноставније комбинације ритма и мелодије биле су директан одговор намјерним комплексностима Друге бечке школе. Могуће је да су, пре Стравинског, други композитори, као Ерик Сати, користили сличне или исте методе, али је Стравински био пуно утицајнији. Арон Копланд, на пример, је компоновао свој балет Апалачијан спринг по узору на Стравинског.
До касних 1920-их и 1930-их, неокласицизам је постао нашироко прихваћени модерни жанр музике. Иронично је да је сам Стравински утицао на пад популарности неокласицизма са својом опером Неморалников напредак, довршеном 1951. Написан потпуно у класичном стилу, музички језик опере је широко критикован да је превише старомодан, чак и од стране оних који су само три деценија прије навелико хвалили неокласицизам.

### Цитати и пастиш
Како кориштење музичких цитата није ни на који начин било ново, Стравински је компоновао дела која представљају развој појединих дела ранијих композитора. Пример овога је његова Пулчинела из 1920, у којој је као изворни материјал користио музику Ђованија Батисте Перголесија, делом је изворно цитирајући, а делом је мењајући. Ту технику је усавршио 1928. у балету Вилин пољубац, која је заснована (највише на клавирским деоницама) Петра Иљича Чајковског.
Међу каснијим примерима музичких аранжмана су и коришћење Шубертове Циркус полке (1942) и песме Срећан рођендан ти у Пријатељском прелиду (1955)

### Коришћење народног материјала
У XX веку постојали су композитори који су сакупљали и увећавали народну музику и користили је у својим делима. Истакнутији примери су Бела Барток и Золтан Кодај. Али у Посвећењу пролећа видимо да Стравински поново доприноси у свом коришћењу народних материјала. Он те материјале скида до њихових најосновнијих обрисних линија, само мелодија, и често их изобличи до непрепознатљивости са додатним нотама, инверзијама, диминуцијама и другим техникама. То је учинио тако добро, да су тек у новијим студијама, као што је Стравински и руске страдиције Ричарда Тараскина, аналитичари открили изворни материјал за неке делове музике из Посвећења пролећа.

### Оркестарске иновације
Касни XIX и рани 20. век су били идеално време за оркестарске иновације. Композитори као Антон Брукнер и Густав Малер су већ увелико хваљени. На њих је утицало проширење традиционалног класичног оркестра од стране Рихарда Вагнера кроз његово коришћење великих сила и необичних инструмената.
Стравински је наставио са својим романтичарским писањем за велике оркестралне силе, посебно у ранијим балетима. Но, када се све више удаљавао од ове тенденције, почео је са представљањем јединствених комбинација за инструменте. На пример, у Војниковој причи, коришћене силе су кларинет, фагот, корнет, тромбон, контрабас и удараљке. Та комбинација је у оно време (1918) била изузетно шокантна. То комбиновање дистинктних боја звука ће скоро постати клише у класичној музици након Другог светског рата. Стравински је био један од првих композитора који је компоновао за два фагота, и то међу великом оркестарском палетом Посвећења пролећа.
Још једна значајна иновација оркестралне технике која се делимично може приписати Стравинском је искоришћавање најекстремнијих могућности инструмената. Најпознатији прелаз је увод Посвећења пролећа, где Стравински користи најекстремније могућности фагота да би симулирао симболично „буђење“ пролећног јутра.
Важно је споменути да су и композитори као Антон Вебер, Албан Берг и Арнолд Шенберг проучавали неке од ових оркестралних и инструменталних техника на почетку 20. века. Ипак, утицај Игора Стравинског био је једнак, ако не и већи од њиховог.

## Критике
Ерик Сати је написао чланак о Стравинском који је 1922. изашао у часопису Ванити фер. Сати је Стравинског први пут упознао 1910. Сатијево понашање према Стравинском обележено је поштовањем, како се може видети из писама које му је писао 1922, припремајући се за чланак за Ванити фер. Са малим додатком ироније, завршио је једно писмо овако: „Ја вам се дивим: зар ви нисте Велики Стравински ? Ја сам само мали Ерик Сати.“ У чланку, Сати је тврдио да је мерење „величине“ неког уметника у поређењу са другим уметницима, ако се говори о некој „истини“, илузија: сваки музички комад треба да се процењује према сопственој вредности, а не да се упоређује са делима других композитора. То је управо учинио Жан Кокто, када је незадовољно коментарисао о Стравинском о његовом делу Харлекински петао из 1918.
„Сви знакови упућују на снажну реакцију против ноћне море буке и ексцентричности који су били једни од заоставштина рата... Шта је постало од дела која су сачињавала програм концерта Стравинског који је стварао такве емоције пар година раније? Практично све то је већ на полици, и тамо ће и остати све док пар неуротика не добију потребу да се нахране пепелом и напуне свој трбух источним ветром.“ - (Мјузикал тајмс, Лондон, октобар 1923, цитирано у: Слонимски, 1953)
Композитор Констант Ламберт је 1936. проценио да дела као што су Војникова прича садрже „есенцијално хладнокрвну апстракцију“. Наставља, говрећи да су „мелодични фрагменти из Војникове приче сами комплетно безначајни. Они су само низ нота које се конвенционално могу поделити у групе од три, пет или седам и поновно саставити према другим математичким групама“, а каденца за соло бубањ је „музичка чистоћа... постигнута разним врстама музичке кастрације.“. Поредио је избор „најблеђих и најбезначајнијих фраза“ од стране Стравинског, са реченицом Џертруд Стајн: „Сваки дан су били весели, сваки дан су редовно били весели“, („Хелен Фер и Џорџин Скин“, 1922), „чији су ефекат једнако цениле и особе које енглески језик уопште не разумеју.“
У својој књизи Филозофија модерне музике (1948), Теодор Адорно назива Стравинског акробатом, цивилним службеником, кројачевом лутком, зрелим, психотичним, детињастим, фашистом и човеком жедним зараде. Део композиторове грешке, како Адорно каже, је био његов неокласицизам, али понајвише његов „псеудоморфизам сликарства“, свирајући le temps espace (простор), а не le temps durée (дурација) Хенрија Бергсона. „Један трик карактеристичан је за све формалне покушаје Стравинског: труд његове музике је да прикаже време као на циркуском паноу и да прикаже временске комплексе као да су просторни. Но, тај трик се убрзо сам исцрпи.“ Његове „ритмичке процедуре блиско личе на схему трансних стања. У одређеним шизофренијама, процес код којег мотор постаје независан води до бескрајног понављања гестова или речи, иза којег следи труљење ега.“

## Снимци
Стравински је снимке сматрао врло практичним и корисним средствима за чување својих мисли о интерпретацији сопствене музике. Као диригент властите музике, углавном је снимао за Колумбија рекордс, почевши 1928. са изведбом оригиналне свите из Жар-птице и завршавајући 1967. свитом из 1945. из истог балета. За време 1940-их направио је пар снимака за Ар-Си-Еј рекордс у Лос Анђелесу.

## Изабрана дела
Види Списак дела Игора Стравинског
Иако је Стравински најпознатији по својим сценским делима, тачније балетима, његов стваратељски опус обухвата све музичке врсте.
Балети:
- Жар-птица (1910)
- Петрушка (1911)
- Посвећење пролећа (1913)
- Пулчинела (1920)
- Орфеј (1947)
- Агон (1953—1957)

Мелодраме:
- Прича о војнику (1918)
- Персефона (1934)
- Игра карата

Опере:
- Славуј (1914)
- Мавра (1922)
- Живот развратника (1951)
- Краљ Едип